# Sebastes
Sebastes (česky okouník) je rod ryb z řádu ropušnicotvární. Většina z přibližně 100 druhů žije v severním Pacifiku, ale některé se vyskytují i v jižním Pacifiku, nebo dokonce v Atlantském oceánu. Nejvyšší počet druhů se udává zřejmě od pobřeží Kalifornie (56 druhů v oblasti Southern California Bight).
Fosilní záznam těchto ryb sahá až do miocénu. Žijí na dně, a to v hloubce až 3000 metrů, často na skalnatém podloží. Mohou žít na ryby neobvykle dlouho a u jednoho jedince Sebastes aleutianus byl jeho věk odhadnut až na 205 let. Mnoho okouníků je komerčně využíváno a v některých místech došlo až k vyčerpání jejich stavů. Proto je lov přísně regulován.